# 13-я пехотная дивизия (ВСЮР)
13-я пехотная дивизия — воинское соединение, участвовавшее в Гражданской войне в составе Вооружённых сил Юга России и Русской армии Врангеля.

## История
Была сформирована в составе ВСЮР осенью 1919 года. Её предыстория такова: сводный полк 13-й пехотной дивизии начал формироваться в составе Крымско-Азовской армии из частей бывшей 13-й пехотной дивизии с 23 ноября 1918 года в Симферополе. С 1919 года сводный полк входил в состав 4-й пехотной дивизии и в том же году был развернут в два полка: 1-й и 2-й сводные полки 13-й пехотной дивизии. 10 ноября 1919 года полки были развернуты в 13-ю пехотную дивизию, с 6 декабря того же года входившую в состав 3-го армейского корпуса. К началу 1920 года дивизия насчитывала около 800 штыков, на 16 апреля 1920 включала 49-й Брестский, 50-й Белостокский, 51-й Литовский и 52-й Виленский пехотные полки, 13-ю артиллерийскую бригаду, запасный батальон и отдельную инженерную роту.
В Русской армии с 7 июля 1920 года входила в состав 2-го армейского корпуса. На 1 августа 1920 насчитывала 494 солдата при 35 пулеметах. С 4 сентября 1920 года включала в состав Отдельный конный Виленский дивизион. По советским данным, части 13-й пехотной дивизии, отошедшие в конце октября 1920 в Крым, насчитывали 1530 штыков и сабель. В эмиграции было создано Объединение чинов 13-й пехотной дивизии, входившее в состав РОВС. Председателем объединения был генерал-майор Г. Б. Андгуладзе.

## Командование
- Начальник дивизии — генерал-майор Г. Б. Андгуладзе
- Начальник штаба дивизии — полковник В. Е. Жамов
- Командир 13-й артиллерийской бригады — генерал-майор И. К. Телешов